# Сафронов Нікас Степанович
Нікас Степанович Сафронов (справжнє ім'я Микола) (нар.. 8 квітня 1956, Ульяновськ, Ульяновська область, Російська РФСР, СРСР) — радянський і російський художник. Дійсний член Російської Академії мистецтв (2012), заслужений художник Російської Федерації (2013) та народний художник Російської Федерації (2021), народний художник Республіки Дагестан (2017), професор Ульяновського державного університету.

## Біографія

### Походження
Микола Сафронов народився 8 квітня 1956 року в Ульяновську.
Батько — Сафронов Степан Григорович (24.07.1910 — 23.02.2006), з сім'ї потомствених православних священиків, що веде свій початок, згідно з симбірськими літописами, з 1668 року.
Мати — Сафронова Ганна Федорівна (25.01.1915 — 03.05.1976), литовського походження, родом з литовського міста Паневежис.
Четверо старших братів: Олександр, близнюки Володимир та Анатолій, Олексій та молодша сестра Тетяна.

### Освіта та трудова діяльність
Після закінчення восьмого класу Ульяновської середньої школи № 24 поїхав вступати до Одеського морехідного училища, де навчався один рік.
У юності протягом 8 місяців вивчав іконопис у радянському Загорську (зараз Сергієв Посад).
З 1973 по 1975 рік навчався у Ростовському художньому училищі імені М. Б. Грекова за класом живопису. Відразу училище не закінчив, був призваний в армію, закінчив його пізніше в 1985 році. Одночасно з навчанням працював у Ростовському ТЮГу художником-бутафором, підробляв сторожем, двірником та вантажником.
У 1975 році призваний до лав радянської армії в ракетні війська. Служив в Естонській РСР у місті Валга. Після служби в армії поїхав до Литовської РСР до міста Паневежис на батьківщину матері, де деякий час працював художником у театрі Донатаса Баніоніса та паралельно працював на льонокомбінаті художником по тканинах.
З Паневежиса переїхав до Вільнюса, де з 1978 по 1982 роки навчався у Державному художньому інституті Литовської РСР (нині — Вільнюська художня академія) на факультеті дизайну.
У 1983 році Нікас Сафронов переїхав до Москви, де вивчав психологію в Московському державному університеті технологій та управління і закінчив Московський художній інститут імені В. І. Сурикова за класом живопису.
У 1992 — 1994 роках був артдиректором, а з 2000 року — головним художником російського видання журналу Penthouse, консультантом та оформителем наукового журналу «Аура-Зет», журналів «Дипломат» та «Світ зірок», артдиректором журналів «Америка» та «МОНОЛІТ-дайджест», головним художником журналу «Москва та москвичі».
З кінця 1980-х. почав працювати за кордоном. Крім Росії, регулярно живе і працює в Італії та Великій Британії.

## Творчість та виставки
Серед картин багато портретів та багато робіт в інших жанрах. Сафронов називає свій авторський стиль Dream Vision .
Роботи Сафронова є у Державній Третьяковській галереї, Державному музеї Олександра Пушкіна, Ермітажі, Державному Російському музеї, Центральному академічному театрі Російської армії, Державному історичному музеї, Музеї-садибі Лева Толстого «Ясна Поляна», Державному академічному Великому театрі Росії, Російському національному музеї музики, Музеї П. І. Чайковського в Москві тощо .
Постійний учасник виставок з 1973 року. Основні персональні виставки: Паневежис (1978 р.), МАУК ВЦ Галерея (Іжевськ, 2009), Національний художній музей (Казань, 2009 р.), Кіровський обласний художній музей ім. В. М. та О. М. Васнєцових (Кіров, 2010 р.), Омський обласний музей образотворчих мистецтв ім. М. О. Врубеля (Омськ, 2011 р.), Самарський обласний художній музей (Самара, 2012 р.), Музей історії Києва (Київ, 2013 р.), Національний музей Республіки Башкортостан (Уфа, 2013 р.), Науково- дослідницький музей при Російській академії мистецтв (Санкт-Петербург, 2014 р., 2018 р.), Ісаакіївський собор (Санкт-Петербург, 2015 р.), Державний історичний музей (Москва, 2015 р.), Музей сучасної історії Росії (Москва, 2019 р.), Музей Чайковського (Москва, 2020 р.)) та інші .

## Нагороди та звання
- Народний художник Російської Федерації (2021) — за великі заслуги в галузі образотворчого мистецтва[4] ;
- Заслужений художник Російської Федерації (2013) — за заслуги в галузі образотворчого мистецтва[3] ;
- Народний художник Республіки Дагестан (2017)[5] .
- Орден «Ключ дружби» (2012, Кемеровська область) — за внесок у розвиток мистецтва[13]
- Професор Ульяновського державного університету (УлДУ)[14] .
- Академік Російської академії мистецтв (2012)[15] .
- Почесний доктор Азербайджанського державного університету культури та мистецтв .
- Дійсний член Російської академії природничих наук РАЄН .
- Почесний громадянин Ульяновська (1998)[16][7] .

## Визнання
- У 2008 році газета "Комерсант" опублікувала «рейтинг російської еліти» на базі опитувань Всеросійського центру вивчення громадської думки (ВЦВГД) та "Левада-центру". Росіянам ставили питання «Кого б ви зарахували до сучасної російської еліти?» — У зведеній таблиці зі 100 відповідей Сафронов виявився 99-м і першим з художників[17].
- У 2017 році соціолог Ольга Криштановська публікувала дослідження «Народна еліта Росії», у ньому Сафронов опинився під номером 22 у списку «Топ-100 людей з найвищим індексом визнання російського суспільства» та також першим з художників[18].
- В Ульяновську гімназія № 65 з поглибленим вивченням культурології, куратором та опікуном якої є Нікас Сафронов, носить його ім'я[16].

## Критика
На початку 2000-х років у ЗМІ потрапила історія про те, що Сафронов торгує розфарбованими фотографіями Володимира Путіна і продав одну з них колишньому міністру внутрішніх справ Росії Андрію Дунаєву . Згідно з пізнішими коментарями в пресі як Сафронова, так і Дунаєва, ця історія є наслідком шахрайських дій якогось Олександра Гайсіна. Він на правах агента з нерухомості втерся в довіру до Сафронова, заволодів деякими його особистими речами і став називати себе його продюсером. При цьому Гайсин також з метою дискредитації Сафронова розпустив чутку про те, що художник в такий спосіб створив портрет державного діяча Володимира Шаманова. Шаманов це також спростував у ЗМІ а Сафронов подав на Гайсина заяву в міліцію, і той був затриманий.
У 2011 році на аукціоні Sotheby's картину «Мрії про Італію» було продано за 106 000 доларів США, однак це єдиний випадок продажу за таку ціну. Після цього картини Сафронова виставлялися ще чотири рази на різних аукціонах, однак було продано лише одну картину, «Портрет Рінго Старра», за $6 850 у грудні 2015 року. В 2014 році картини Сафронова двічі виставлялися на AI Аукціоні, максимальні пропозиції досягали 60 000 руб, що було менше резервної ціни на картини.
У 2006 році в інтерв'ю газеті "Праця" Сафронов заявив, що три його картини куплені Ермітажем: «Мої роботи є в престижних музеях, в особистих колекціях Софі Лорен, Бельмондо… Ермітаж минулого року купив три картини…» . 17 жовтня 2008 року в передачі "Гордон Кіхот" на "Першому каналі" за участю Нікаса Сафронова була процитована відповідь директора Державного Ермітажу Михайла Піотровського на запит, який заявив, що жодних картин Сафронова Ермітаж не купував. У відповідь Сафронов заявив, що мали на увазі так звані бісквіти, зліплені з пластиліну і потім вилиті в спеціальну форму. У тій же передачі прозвучала низка негативних оцінок творчості Сафронова від відомих мистецтвознавців: директора Московського дому фотографії Ольги Свіблової, завідувача відділу живопису другої половини XX століття Державної Третьяковської галереї Наталії Олександрової та доцента Московського державного академічного художнього інституту імені В. І. Сурікова Івана Лубеннікова.

## Родина
Перша дружина — Драгана .
Друга дружина — Франческа .
- Стефано (нар. 1992), син від другого шлюбу[22] .

Третя дружина (незареєстрований шлюб) — Марія .
Позашлюбні сини:
- Лука Сафронов-Затравкін (нар. 31 жовтня 1990) — піаніст.
- Ландін (нар. 1999)[22].

В останній день діяльності McDonald's у неділю 13 березня 2022 року піаніст Лука Сафронов-Затравкін прикував себе наручниками до дверей ресторану і вимагав не закривати фастфуд, адже він серйозно постраждає:
|  | «Я був змушений прийти сюди, тому що я маю поміняти весь свій спосіб життя. Я маю обмежувати себе, а я не хочу це робити насильно. Це насильство над моєю совістю, над моїм вибором! Це насильство проти мене, простої людини», – висловився піаніст. |

Через деякий час після початку пікетування до Сафронова підійшли співробітники поліції і під руки повели його.